# Буїнське сільське поселення
Бу́їнське сільське поселення (рос. Буинское сельское поселение) — муніципальне утворення у складі Ібресинського району Чувашії, Росія. Адміністративний центр — селище міського типу Буїнськ.

## Населення
Населення — 992 особи (2019, 1237 у 2010, 1684 у 2002).

## Склад
До складу поселення входять такі населені пункти:
| Населений пункт               | Населення, осіб (2002) | Населення, осіб (2010) |
| ----------------------------- | ---------------------- | ---------------------- |
| Буїнськ, селище міського типу | 1621                   | 1220                   |
| Мирний, селище                | 24                     | 6                      |
| Сехнер, селище                | 39                     | 11                     |